# 2022年の文学
2022年の文学（2022ねんのぶんがく）では、2022年の文学に関する出来事について記述する。
2021年の文学 - 2022年の文学 - 2023年の文学

## できごと
- 1月19日 - 第166回芥川龍之介賞・直木三十五賞（2021年下半期）の選考委員会開催。芥川賞に砂川文次の『ブラックボックス』（群像8月号）、直木賞に今村翔吾の『塞王（さいおう）の楯（集英社）と米澤穂信の『黒牢城（こくろうじょう）』（KADOKAWA）が受賞[1]。
- 3月7日 - 第127回文學界新人賞で、年森瑛の『N/A』が受賞[2]。
- 4月6日 - 第19回本屋大賞に逢坂冬馬の『同志少女よ、敵を撃て』（早川書房）が受賞[3]。
- 7月20日 - 第167回芥川龍之介賞・直木三十五賞（2022年上半期）の選考委員会開催。芥川賞に高瀬隼子の『おいしいごはんが食べられますように』（群像1月号）、直木賞に窪美澄の『夜に星を放つ』（文藝春秋 ）が受賞[4]。

## 受賞

### 日本国内
- 第166回（2021年下半期）芥川賞・直木賞（1月19日）
  - 芥川賞 - 砂川文次 『ブラックボックス』（群像8月号）
  - 直木賞 - 今村翔吾 『塞王の楯』（集英社）、米澤穂信 『黒牢城』（KADOKAWA）

- 第167回（2022年上半期）芥川賞・直木賞（7月20日）
  - 芥川賞 - 高瀬隼子 『おいしいごはんが食べられますように』（群像1月号）
  - 直木賞 - 窪美澄 『夜に星を放つ』（文藝春秋）

- 第19回本屋大賞（4月6日） - 逢坂冬馬『同志少女よ、敵を撃て』（早川書房）